# Eleição municipal de São Luís em 2020
A eleição municipal de São Luís em 2020 foi realizada em 15 de novembro, como parte das eleições em 5.568 municípios brasileiros. Foram eleitos um prefeito e um vice-prefeito, além de 31 vereadores para a administração da cidade. Na eleição para prefeito, o deputado federal Eduardo Braide (PODE) terminou em primeiro lugar, com 37,81% dos votos, seguido do deputado estadual Duarte Júnior (Republicanos), com 22,15%. Como o primeiro colocado não atingiu mais de 50% dos votos válidos, um segundo turno foi realizado em 29 de novembro. Braide foi eleito prefeito de São Luís com 55,53% dos votos, e Duarte ficou em segundo com 44,47%.
Pela Constituição, o prefeito será eleito para um mandato de quatro anos a se iniciar em 1.º de janeiro de 2021, e irá suceder Edivaldo Holanda Júnior (PDT), eleito nos dois últimos pleitos, cujo mandato acabará obrigatoriamente em 31 de dezembro. Encerrado o período de registro, 12 candidaturas foram protocoladas no TSE, mas com as desistências de Adriano Sarney (PV) e Carlos Madeira (Solidariedade), 10 concorreram, igualando a eleição de 2008 em número de postulantes. Essa também foi a segunda eleição municipal desde a redemocratização do país em que um candidato do PDT ou apoiado pelo partido, caso de Neto Evangelista (DEM), não avançou para o segundo turno, fato que até então só havia acontecido com Clodomir Paz na eleição de 2008.

## Contexto político
As eleições municipais de 2020 foram marcadas, antes mesmo de iniciada a campanha oficial, pela pandemia do vírus COVID-19 em todo o país. O primeiro turno estava inicialmente marcado para 4 de outubro, e o segundo turno, para 25 de outubro, mas a pandemia forçou a criação da emenda constitucional nº 107 pelo Congresso Nacional, remarcando-os para 15 de novembro e 29 de novembro, respectivamente.
O Tribunal Superior Eleitoral também refez o calendário eleitoral e autorizou os partidos a realizarem convenções para escolha de candidatos aos escrutínios por meio de plataformas digitais de transmissão, evitando aglomerações que possam proliferar o vírus. Apesar disso, alguns partidos e coligações desrespeitaram as medidas de distanciamento social e chegaram a reunir milhares de pessoas em suas convenções.

## Candidatos
- Bira do Pindaré (PSB): Natural de Pindaré-Mirim, Bira do Pindaré é graduado em direito e tem mestrado em políticas públicas, ambos pela UFMA, exercendo a profissão de advogado, além de ter sido bancário e professor. Foi líder do DCE da UFMA, onde iniciou sua carreira política, além de dirigente sindical. Foi candidato a vereador por São Luís em 1996 e 2000, além de candidato a senador em 2006, não sendo eleito em nenhum dos pleitos. Em 2010, foi eleito deputado estadual, sendo reeleito em 2014, e em 2018 foi eleito deputado federal. Sua vice é a professora e pesquisadora universitária Letícia Cardoso, mestre em políticas públicas e comunicação social pela PUC-RS. O PSB lançou a candidatura de Bira do Pindaré em convenção realizada em 12 de setembro;[8]
- Duarte Júnior (Republicanos): Natural do Rio de Janeiro, Duarte Júnior tem graduação em direito pela Universidade Ceuma, onde também foi professor, especialização em direito do consumidor pela Universidade Anhanguera e mestrado em políticas públicas pela UFMA. Exerceu também a profissão de advogado, tendo atuado como assessor jurídico da Prefeitura de São Luís e como membro da OAB-MA. Sua carreira política se iniciou em 2015, quando foi nomeado presidente do PROCON pelo governador Flávio Dino, e em 2018, foi eleito deputado estadual. Sua vice é a advogada Fabiana Vilar (PL), ex-secretária estadual de Agricultura Pecuária e Pesca no governo Flávio Dino, entre 2019 e 2020. O Republicanos lançou a candidatura de Duarte Júnior em convenção realizada em 12 de setembro;[9]
- Eduardo Braide (PODE): Filho do ex-deputado estadual e secretário de governo Carlos Braide, Eduardo Braide é formado em direito pela UFMA, tendo exercido a profissão de advogado. Foi presidente da CAEMA no governo Zé Reinaldo entre 2005 e 2006, além de ter sido secretário municipal de Orçamento Participativo de São Luís entre 2009 e 2010. Foi eleito deputado estadual por dois mandatos consecutivos em 2010 e 2014, e concorreu a prefeito de São Luís em 2016, perdendo no segundo turno para o então prefeito Edivaldo Holanda Júnior. Em 2018, foi eleito deputado federal. Sua vice é Esmênia Miranda (PSD), professora do Colégio Militar Tiradentes de São Luís e policial militar. O Podemos lançou a candidatura de Eduardo Braide em convenção realizada em 14 de setembro;[10]
- Hertz Dias (PSTU): Natural de São José de Ribamar, Hertz Dias é formado em história, sendo professor da rede pública municipal e estadual de ensino, além de co-fundador dos movimentos Hip-Hop Quilombo Urbano e Hip-Hop Quilombo Brasil. Em 2018, foi candidato a vice-presidente da república na chapa de Vera Lúcia Salgado, ficando em 11.º lugar. Seu vice é o operador portuário Jayro Mesquita. O PSTU lançou a candidatura de Hertz Dias em convenção realizada em 10 de setembro;[11]
- Jeisael Marx (REDE): Natural de São Bento, Jeisael Marx é formado em jornalismo pela Faculdade São Luís. Atuou como radialista e apresentador de TV em diversas emissoras da cidade, passando pela Mais FM, TV Cidade, TV Difusora e Band Maranhão, afastando-se de suas funções para concorrer pela primeira vez em uma eleição. Sua vice é a pedagoga e ativista política Janicelma Fernandes, porta-voz da Rede Sustentabilidade no Maranhão. O partido lançou a candidatura de Jeisael Marx em convenção realizada em 13 de setembro;[12]
- Neto Evangelista (DEM): Filho do ex-vereador de São Luís e deputado estadual João Evangelista, Neto Evangelista é formado em direito pela Universidade Ceuma, tendo exercido a profissão de advogado, além de ser empresário do setor de agronegócio. Sua carreira política se iniciou em 2010, quando foi eleito deputado estadual, sendo reeleito em 2014 e 2018. Em 2012, disputou a vice-prefeitura de São Luís na chapa de João Castelo, que foi derrotado no segundo turno pelo atual prefeito, Edivaldo Holanda Júnior. Entre 2015 e 2018, foi secretário estadual de Desenvolvimento Social no governo Flávio Dino. Sua vice é Luzimar Correa (PDT), assistente social e ativista política. O DEM lançou a candidatura de Neto Evangelista em convenção realizada em 12 de setembro;[13]
- Professor Franklin (PSOL): Franklin Douglas é formado em comunicação social e direito, e mestre e doutor em políticas públicas pela UFMA, atuando como professor universitário da mesma instituição. Seu vice é José Ribamar Arouche, um dos fundadores do diretório municipal do PSOL em São Luís. O partido lançou a candidatura de Franklin Douglas em convenção realizada em 13 de setembro;[14]
- Rubens Pereira Júnior (PCdoB): Filho do ex-deputado estadual e prefeito de Matões Rubens Pereira, e membro de uma família com histórica tradição política, Rubens Pereira Júnior é graduado em direito pela UFMA e mestre pelo IBDP, exercendo a função de advogado. Foi eleito deputado estadual em 2006 e 2010, e deputado federal em 2014 e 2018. Foi também secretário estadual de Cidades e Desenvolvimento Urbano no governo Flávio Dino, entre 2019 e 2020. Seu vice é Honorato Fernandes (PT), vereador do município de São Luís desde 2012. O PCdoB lançou a candidatura de Rubens Pereira Júnior em convenção realizada em 13 de setembro;[15]
- Silvio Antônio (PRTB): Silvio Antônio é graduado em administração e teologia. Evangélico, é fundador e líder do Ministério Apostólico Eclesiástico Shalom, sediado na capital maranhense. Foi candidato a deputado estadual e federal nas eleições de 2010 e 2018, respectivamente, não sendo eleito em nenhum dos pleitos. Sua vice é Ana Célia, pedagoga e sargento da Polícia Militar do Estado do Maranhão. O PRTB lançou a candidatura de Silvio Antônio em convenção realizada em 17 de setembro;[16]
- Yglésio Moyses (PROS): Yglésio Moyses, popularmente conhecido como Dr. Yglésio, é formado em medicina pela UFMA e doutor pela USP, tendo exercido funções de médico e professor universitário. Foi diretor do Hospital Municipal Djalma Marques (Socorrão I), ganhando notoriedade por fazer uma campanha para arrecadar alimentos e insumos para a unidade hospitalar. Antes, foi candidato a vereador em 2012, e depois candidato a deputado estadual em 2014, não sendo eleito em nenhum dos pleitos. Em 2018, candidatou-se novamente e foi eleito deputado estadual. Seu vice é o médico oftamologista Mauro César, presidente da Associação Médica do Maranhão. O PROS lançou a candidatura de Yglésio Moyses em conveção realizada em 12 de setembro.[17]

| Candidato a prefeito                                                                  | Candidato a prefeito                                                                  | Candidato a prefeito                                                                  | Candidato(a) a vice-prefeito(a)                                                       | Nº                                                                                    | Coligação/Partido                                                                     | Tempo de horário eleitoral |
| ------------------------------------------------------------------------------------- | ------------------------------------------------------------------------------------- | ------------------------------------------------------------------------------------- | ------------------------------------------------------------------------------------- | ------------------------------------------------------------------------------------- | ------------------------------------------------------------------------------------- | -------------------------- |
|                                                                                       |                                                                                       | Eduardo Braide PODE                                                                   | Professora Esmênia PSD                                                                | 19                                                                                    | Pra Frente São Luís PODE, PSD, PSDB, PSC, PMN                                         | 1 min e 48 s               |
|                                                                                       |                                                                                       | Neto Evangelista DEM                                                                  | Luzimar Correa PDT                                                                    | 25                                                                                    | Vamos Juntos por São Luís DEM, PDT, MDB, PTB, PSL                                     | 3 minutos                  |
|                                                                                       |                                                                                       | Yglésio Moyses PROS                                                                   | Dr. Mauro César PROS                                                                  | 90                                                                                    | Partido Republicano da Ordem Social PROS                                              | 17 segundos                |
|                                                                                       |                                                                                       | Bira do Pindaré PSB                                                                   | Letícia Cardoso PSB                                                                   | 40                                                                                    | Partido Socialista Brasileiro PSB                                                     | 44 segundos                |
|                                                                                       |                                                                                       | Duarte Júnior Republicanos                                                            | Fabiana Vilar PL                                                                      | 10                                                                                    | Resgate o Amor pela Ilha Republicanos, PL, Avante, Patriota, PTC                      | 1 min e 37 s               |
|                                                                                       |                                                                                       | Professor Franklin PSOL                                                               | Arouche PSOL                                                                          | 50                                                                                    | Partido Socialismo e Liberdade PSOL                                                   | 19 segundos                |
|                                                                                       |                                                                                       | Rubens Pereira Júnior PCdoB                                                           | Honorato Fernandes PT                                                                 | 65                                                                                    | Do Lado do Povo PCdoB, PT, PP, Cidadania, DC, PMB                                     | 2 min e 12 s               |
|                                                                                       |                                                                                       | Jeisael Marx REDE                                                                     | Janicelma Fernandes REDE                                                              | 18                                                                                    | Rede Sustentabilidade REDE                                                            | Não possui                 |
|                                                                                       |                                                                                       | Silvio Antônio PRTB                                                                   | Sgt. Ana Célia PRTB                                                                   | 28                                                                                    | Partido Renovador Trabalhista Brasileiro PRTB                                         | Não possui                 |
|                                                                                       |                                                                                       | Hertz Dias PSTU                                                                       | Jayro Mesquita PSTU                                                                   | 16                                                                                    | Partido Socialista dos Trabalhadores Unificado PSTU                                   | Não possui                 |
| Apresentação de acordo com a ordem da propaganda eleitoral e representação partidária | Apresentação de acordo com a ordem da propaganda eleitoral e representação partidária | Apresentação de acordo com a ordem da propaganda eleitoral e representação partidária | Apresentação de acordo com a ordem da propaganda eleitoral e representação partidária | Apresentação de acordo com a ordem da propaganda eleitoral e representação partidária | Apresentação de acordo com a ordem da propaganda eleitoral e representação partidária | Sobras: 0:03               |

### Renúncias
| Candidato a prefeito | Candidato a prefeito | Candidato a prefeito         | Candidato(a) a vice-prefeito(a) | Nº | Coligação/Partido | Notas |
| -------------------- | -------------------- | ---------------------------- | ------------------------------- | -- | ----------------- | --- |
|                      |                      | Adriano Sarney PV            | Vall Nascimento PV              | 43 | Partido Verde PV  | Em carta aberta divulgada em 27 de setembro, primeiro dia da campanha eleitoral, Adriano Sarney renunciou a sua candidatura alegando que teria pouco espaço para apresentar suas ideias, citando como exemplos o pouco tempo de propaganda eleitoral a que teria direito e a recusa da TV Difusora e da TV Mirante em lhe convidar para seus respectivos debates, com base nos critérios de representação partidária no Congresso Nacional. Em 14 de outubro, o PV decidiu apoiar formalmente a candidatura de Eduardo Braide. |
|                      |                      | Carlos Madeira Solidariedade | Capitão Jeremias Solidariedade  | 77 | Solidariedade     | Carlos Madeira anunciou sua desistência em 7 de outubro por recomendação médica, em razão de problemas de saúde decorrentes de uma infecção por COVID-19 antes do início da campanha. O Solidariedade decidiu apoiar formalmente a candidatura de Rubens Pereira Júnior. |

### Pré-candidatos
- Detinha (PL): Detinha foi prefeita do município de Centro do Guilherme entre 2009 e 2012, e em 2018 foi eleita deputada estadual, com o maior número de votos daquela eleição. Sua candidatura era vista por analistas como uma tentativa do seu marido, o deputado federal Josimar de Maranhãozinho, de ganhar espaço na política local após fracassar em criar alianças. O PL, no entanto, conseguiu fechar apoio ao candidato Duarte Júnior, indicando a vice da sua chapa, e retirou a candidatura de Detinha;[22][23]
- Wellington do Curso (PSDB): Professor e ex-sargento do Exército, Carlos Wellington foi eleito deputado estadual em 2014 e 2018, e em 2016, foi candidato a prefeito de São Luís, ficando em terceiro lugar. Se declarou pré-candidato a prefeito nas eleições de 2020, mas o seu partido, PSDB, decidiu apoiar a candidatura de Eduardo Braide;[24]
- Saulo Arcangeli (PSTU): Saulo Arcangeli seria o candidato a prefeito do PSTU na eleição de 2020, mas em 29 de agosto, o partido decidiu substituir a sua candidatura pela de Hertz Dias, e ele optou por se candidatar a vereador.[25]

## Plano de mídia
A audiência pública do plano de mídia da eleição estadual ocorreu em 1.º de outubro de 2020, na sede do Tribunal Regional Eleitoral do Maranhão, em São Luís. Por decisão unânime dos representantes partidários, o Grupo Mirante (TV Mirante e Mirante FM) foi escolhido para gerar o horário eleitoral gratuito na televisão e no rádio, o que não acontecia desde a eleição de 2008. A cláusula de barreira aprovada em 2017 excluiu os candidatos da REDE, PRTB e PSTU, uma vez que os seus partidos não possuem representantes o suficiente na Câmara para ter direito a propaganda eleitoral.

## Pesquisas

### Primeiro turno
| Data | Instituto  | Amostragem | Neto (DEM) | Rubens (PCdoB) | Braide (PODE) | Duarte (Rep.) | Bira (PSB) | Franklin (PSOL) | Yglésio (PROS) | Jeisael (REDE) | Silvio (PRTB) | Hertz (PSTU) | Madeira1 (Sol.) | Adriano1 (PV) | B/N  | NS/NR | Vantagem |      |    |      |      |      |       |
| --- | ---------- | ---------- | ---------- | -------------- | ------------- | ------------- | ---------- | --------------- | -------------- | -------------- | ------------- | ------------ | --------------- | ------------- | ---- | ----- | -------- | ---- | -- | ---- | ---- | ---- | ----- |
| Data | Instituto  | Amostragem | 30/09      | Econométrica   | 1 000         | 10,6%         | 6,0%       | 47,3%           | 10,8%          | 2,6%           | 0,2%          | 1,2%         | 1,5%            | 0,9%          | B/N  | NS/NR | Vantagem | 0,2% | 1% | 2,6% | 6,6% | 8,5% | 36,5% |
| 04/10 | Prever     | 1 011      | 9,7%       | 2,7%           | 45,2%         | 13,8%         | 4,9%       | 0,3%            | 0,6%           | 1,8%           | 0,7%          | 0,2%         | 1,7%            | —             | 6,6% | 11,8% | 31,4%    |      |    |      |      |      |       |
| 06/10 | Data Ilha  | 1 080      | 8,5%       | 7,1%           | 44,4%         | 10,8%         | 3,8%       | 0%              | 1,7%           | 3,4%           | 0,4%          | 0,4%         | 0,7%            | —             | 7,5% | 11,6% | 33,6%    |      |    |      |      |      |       |
| 08/10 | Escutec    | 1 000      | 11%        | 4%             | 42%           | 15%           | 4%         | +1%2            | 2%             | 2%             | +1%2          | +1%2         | 2%              | —             | 11%  | 6%    | 27%      |      |    |      |      |      |       |
| 21/10 | Data Ilha  | 1 080      | 12%        | 9%             | 39%           | 13,1%         | 2,5%       | 0,5%            | 2,2%           | 2,8%           | 0,6%          | 0,2%         | —               | —             | 6,8% | 11,4% | 25,9%    |      |    |      |      |      |       |
| 23/10 | IBOPE      | 805        | 14%        | 6%             | 44%           | 19%           | 3%         | 1%              | 1%             | 2%             | 0%            | 1%           | —               | —             | 5%   | 4%    | 25%      |      |    |      |      |      |       |
| 25/10 | JPesquisa  | 1000       | 14%        | 7%             | 43%           | 18%           | 4%         | 1%              | 1%             | 2%             | 0%            | 0%           | —               | —             | 5%   | 5%    | 25%      |      |    |      |      |      |       |
| 26/10 | Interpreta | 1 000      | 14,4%      | 13,6%          | 35,1%         | 18,8%         | 5,3%       | 0,3%            | 0,6%           | 1,1%           | 0,3%          | 0,7%         | —               | —             | 2,5% | 7,3%  | 16,3%    |      |    |      |      |      |       |
| 28/10 | Data Ilha  | 1 080      | 13,1%      | 10,1%          | 38,1%         | 16%           | 3,1%       | 0,6%            | 1,7%           | 3%             | 0,6%          | 0,2%         | —               | —             | 5,2% | 8,4%  | 22,1%    |      |    |      |      |      |       |
| 29/10 | Escutec    | 1 000      | 15%        | 8%             | 40%           | 19%           | 3%         | +1%2            | 2%             | 2%             | +1%2          | +1%2         | —               | —             | 6%   | 4%    | 21%      |      |    |      |      |      |       |
| 03/11 | Data M     | 801        | 14,7%      | 6,4%           | 38%           | 14,5%         | 2,7%       | 0%              | 1,2%           | 1,7%           | 1,0%          | 0,1%         | —               | —             | 0,7% | 12,9% | 23,3%    |      |    |      |      |      |       |
| 04/11 | Prever     | 1 000      | 13%        | 6,9%           | 41,3%         | 19%           | 3,8%       | 1%              | 2,1%           | 2,7%           | 0,6%          | 0,1%         | —               | —             | 1,2% | 8,3%  | 22,3%    |      |    |      |      |      |       |
| 06/11 | IBOPE      | 805        | 16%        | 7%             | 36%           | 22%           | 6%         | 1%              | 1%             | 2%             | 1%            | 1%           | —               | —             | 3%   | 3%    | 14%      |      |    |      |      |      |       |
| 07/11 | Exata      | 1 000      | 16%        | 7%             | 36%           | 16%           | 3%         | 0%              | 1%             | 2%             | 1%            | 0%           | —               | —             | 9%   | 9%    | 20%      |      |    |      |      |      |       |
| 09/11 | Data Ilha  | 1 080      | 14,7%      | 12,3%          | 37,2%         | 15,6%         | 3%         | 0,3%            | 1,8%           | 2,3%           | 1,4%          | 0,3%         | —               | —             | 4,7% | 6,5%  | 21,6%    |      |    |      |      |      |       |
| 12/11 | Data M     | 1 000      | 17,5%      | 5,7%           | 33,8%         | 15,2%         | 3,2%       | 0,6%            | 1,2%           | 1,3%           | 1,2%          | 0,1%         | —               | —             | 6,8% | 13,4% | 16,3%    |      |    |      |      |      |       |
| 13/11 | IBOPE      | 805        | 17%        | 8%             | 37%           | 17%           | 6%         | 1%              | 1%             | 2%             | 1%            | 0%           | —               | —             | 5%   | 5%    | 20%      |      |    |      |      |      |       |
| 14/11 | Exata      | 808        | 16%        | 10%            | 33%           | 15%           | 6%         | 0%              | 2%             | 2%             | 1%            | 0%           | —               | —             | 7%   | 8%    | 17%      |      |    |      |      |      |       |
| 14/11 | Data Ilha  | 1 080      | 18,4%      | 10,2%          | 38,2%         | 18,2%         | 4,1%       | 0,3%            | 1,1%           | 2,1%           | 1%            | 0,1%         | —               | —             | 2,3% | 3,9%  | 19,8%    |      |    |      |      |      |       |
| ↑1 - O candidato ainda aparece com intenções de voto porque a consulta foi realizada antes da sua desistência ↑2 - Os candidatos somaram juntos 1% das intenções de voto |            |            |            |                |               |               |            |                 |                |                |               |              |                 |               |      |       |          |      |    |      |      |      |       |

### Segundo turno
| Data  | Instituto         | Amostragem | Braide (PODE) | Duarte (Rep.) | Brancos e nulos | Não sabe/Não respondeu | Vantagem |     |     |     |    |    |    |
| ----- | ----------------- | ---------- | ------------- | ------------- | --------------- | ---------------------- | -------- | --- | --- | --- | -- | -- | -- |
| Data  | Instituto         | Amostragem | 20/11         | IBOPE         | Brancos e nulos | Não sabe/Não respondeu | Vantagem | 805 | 49% | 42% | 7% | 2% | 7% |
| 22/11 | Data Ilha         | 1 080      | 47%           | 41%           | 7,1%            | 4,8%                   | 6%       |     |     |     |    |    |    |
| 22/11 | Data M            | 800        | 51,28%        | 33,58%        | 8,18%           | 6,96%                  | 17,7%    |     |     |     |    |    |    |
| 25/11 | Prever            | 1 000      | 52,9%         | 40,5%         | 3,4%            | 3,2%                   | 12,4%    |     |     |     |    |    |    |
| 26/11 | Econométrica      | 1 018      | 52,6%         | 38,1%         | 4,6%            | 4,7%                   | 14,5%    |     |     |     |    |    |    |
| 26/11 | RealTime Big Data | 850        | 47%           | 41%           | 7%              | 5%                     | 6%       |     |     |     |    |    |    |
| 27/11 | Data M            | 1 000      | 53,14%        | 33,26%        | 5,33%           | 7,93%                  | 19,88%   |     |     |     |    |    |    |
| 27/11 | IBOPE             | 805        | 50%           | 42%           | 5%              | 2%                     | 8%       |     |     |     |    |    |    |
| 28/11 | Data Ilha         | 1 080      | 48,7%         | 43,3%         | 5,3%            | 2,7%                   | 5,4%     |     |     |     |    |    |    |
| 28/11 | MBO               | 800        | 55,50%        | 34,25%        | 4,50%           | 5,75%                  | 21,25%   |     |     |     |    |    |    |
| 28/11 | Prever            | 1 000      | 53,5%         | 40,9%         | 3,3%            | 2,3%                   | 12,6%    |     |     |     |    |    |    |

## Debates televisionados

### Primeiro turno
Band Maranhão e TV Guará foram as únicas a convidar todos os candidatos para os debates que realizaram, enquanto as demais utilizaram critérios de representação partidária no Congresso Nacional e desempenho nas pesquisas. A Rede Meio Norte, baseada em Teresina, Piauí, realizou um debate virtual dentro do programa Jogo Aberto MN, com a participação dos candidatos através de videoconferência, ação inédita em debates eleitorais no Maranhão. Por determinação da Rede Globo, que impôs a suas emissoras que fizessem debates convidando apenas 4 candidatos para evitar aglomerações em razão da pandemia, e a impossibilidade disto ser colocado em prática, a TV Mirante foi obrigada a cancelar o seu debate eleitoral, que seria realizado em 12 de novembro. Em contrapartida, a TV Difusora marcou um segundo debate para o mesmo dia, com a temática do programa Ponto & Vírgula, sendo a única a fazer dois debates no primeiro turno. Neste último encontro, os candidatos Braide e Duarte se ausentaram, sendo que Braide preferiu cumprir atos de campanha, e Duarte estava afastado dos seus compromissos após testar positivo para COVID-19.
| Data         | Organizadores                               | Mediador                | Neto (DEM)              | Rubens (PCdoB)          | Braide (PODE)           | Duarte (Rep.)           | Bira (PSB)              | Franklin (PSOL)         | Yglésio (PROS)          | Jeisael (REDE)          | Silvio (PRTB)           | Hertz (PSTU)            | Madeira (Sol.)          |
| ------------ | ------------------------------------------- | ----------------------- | ----------------------- | ----------------------- | ----------------------- | ----------------------- | ----------------------- | ----------------------- | ----------------------- | ----------------------- | ----------------------- | ----------------------- | ----------------------- |
| 01/10, 22h30 | Band Maranhão, TV UFMA, Universidade FM     | Valteno de Oliveira     | Presente                | Presente                | Presente                | Presente                | Presente                | Presente                | Presente                | Presente                | Presente                | Presente                | Presente                |
| 03/10, 18h   | Rede Meio Norte                             | Amadeu Campos           | Ausente                 | Ausente                 | Ausente                 | Ausente                 | Presente                | Presente                | Presente                | Não convidado           | Não convidado           | Não convidado           | Presente                |
| 31/10, 17h45 | TV Difusora, Difusora FM, MA10              | Adalberto Melo          | Presente                | Presente                | Presente                | Presente                | Presente                | Presente                | Presente                | Presente                | Não convidado           | Não convidado           | —                       |
| 05/11, 22h   | TV Guará, Rádio Guará, Portal Guará         | Hugo Reis               | Presente                | Presente                | Presente                | Presente                | Presente                | Presente                | Presente                | Presente                | Presente                | Presente                | —                       |
| 12/11, 21h10 | TV Difusora, Difusora FM, MA10              | Ricardo Marques         | Presente                | Presente                | Ausente                 | Ausente                 | Presente                | Presente                | Presente                | Presente                | Não convidado           | Não convidado           | —                       |
| 12/11, 22h45 | TV Mirante, Rádio Mirante, G1, Imirante.com | Cancelado pela emissora | Cancelado pela emissora | Cancelado pela emissora | Cancelado pela emissora | Cancelado pela emissora | Cancelado pela emissora | Cancelado pela emissora | Cancelado pela emissora | Cancelado pela emissora | Cancelado pela emissora | Cancelado pela emissora | Cancelado pela emissora |

### Segundo turno
O candidato Eduardo Braide ausentou-se do debate promovido pela TV Guará em 24 de novembro, depois que a candidata a vice da sua chapa, Esmênia Miranda, testou positivo para COVID-19, e com a suspeita de contaminação, ele teve que cancelar compromissos de campanha (incluindo o debate) e realizar exames preventivos. Embora fosse previsto nas regras acertadas e comunicadas aos representantes dos candidatos, que caso um deles tivesse que faltar ao debate por razões de saúde, o mesmo seria cancelado, a emissora respaldou-se em resolução jurídica do TSE, e transformou o debate numa entrevista com o candidato que estava presente, Duarte Júnior.
| Data         | Organizadores                               | Mediador         | Braide (PODE) | Duarte (Rep.) |
| ------------ | ------------------------------------------- | ---------------- | ------------- | ------------- |
| 24/11, 22h   | TV Guará, Rádio Guará, Portal Guará         | Hugo Reis        | Ausente       | Presente      |
| 25/11, 22h45 | Band Maranhão, TV UFMA, Universidade FM     | Daniela Bandeira | Presente      | Presente      |
| 27/11, 22h30 | TV Mirante, Rádio Mirante, G1, Imirante.com | Clovis Cabalau   | Presente      | Presente      |

## Resultados

### Prefeito
| Candidato                | Candidato                     | Vice                       | Primeiro turno 15 de novembro de 2020 | Primeiro turno 15 de novembro de 2020 | Segundo turno 29 de novembro de 2020 | Segundo turno 29 de novembro de 2020 |
| Candidato                | Candidato                     | Vice                       | Total                                 | Percentagem                           | Total                                | Percentagem                          |
| ------------------------ | ----------------------------- | -------------------------- | ------------------------------------- | ------------------------------------- | ------------------------------------ | ------------------------------------ |
|                          | Eduardo Braide (PODE)         | Professora Esmênia (PSD)   | 193.578                               | 37,81%                                | 270.557                              | 55,53%                               |
|                          | Duarte Júnior (Republicanos)  | Fabiana Vilar (PL)         | 113.430                               | 22,15%                                | 216.665                              | 44,47%                               |
|                          | Neto Evangelista (DEM)        | Luzimar Correa (PDT)       | 83.138                                | 16,24%                                | Não participaram                     | Não participaram                     |
|                          | Rubens Pereira Júnior (PCdoB) | Honorato Fernandes (PT)    | 54.155                                | 10,58%                                | Não participaram                     | Não participaram                     |
|                          | Bira do Pindaré (PSB)         | Letícia Cardoso (PSB)      | 22.024                                | 4,30%                                 | Não participaram                     | Não participaram                     |
|                          | Silvio Antônio (PRTB)         | Sgt. Ana Célia (PRTB)      | 16.070                                | 3,14%                                 | Não participaram                     | Não participaram                     |
|                          | Jeisael Marx (REDE)           | Janicelma Fernandes (REDE) | 14.144                                | 2,76%                                 | Não participaram                     | Não participaram                     |
|                          | Yglésio Moyses (PROS)         | Dr. Mauro César (PROS)     | 9.816                                 | 1,92%                                 | Não participaram                     | Não participaram                     |
|                          | Professor Franklin (PSOL)     | Arouche (PSOL)             | 3.502                                 | 0,68%                                 | Não participaram                     | Não participaram                     |
|                          | Hertz Dias (PSTU)             | Jayro Mesquita (PSTU)      | 2.173                                 | 0,42%                                 | Não participaram                     | Não participaram                     |
| → Total de votos válidos | → Total de votos válidos      | → Total de votos válidos   | 512.030                               | 92,51%                                | 487.222                              | 93,87%                               |
| → Votos em branco        | → Votos em branco             | → Votos em branco          | 16.683                                | 3,01%                                 | 12.179                               | 2,34%                                |
| → Votos nulos            | → Votos nulos                 | → Votos nulos              | 24.786                                | 4,48%                                 | 19.649                               | 3,79%                                |
| Total                    | Total                         | Total                      | 553.499                               | 79,08%                                | 519.050                              | 74,15%                               |
| Abstenções               | Abstenções                    | Abstenções                 | 146.455                               | 20,92%                                | 180.904                              | 25,85%                               |
| Eleitorado apto          | Eleitorado apto               | Eleitorado apto            | 699.954                               | 699.954                               | 699.954                              | 699.954                              |

Gráfico em barra
| Partido | Partido      | Candidato | Votos   | Votos (%) |
| ------- | ------------ | --------- | ------- | --------- |
|         | PODE         | Braide    | 193 578 | 37,81%    |
|         | Republicanos | Duarte    | 113 430 | 22,15%    |
|         | DEM          | Neto      | 83 138  | 16,24%    |
|         | PCdoB        | Rubens    | 54 155  | 10,58%    |
|         | PSB          | Bira      | 22 024  | 4,3%      |
|         | PRTB         | Silvio    | 16 070  | 3,14%     |
|         | REDE         | Jeisael   | 14 144  | 2,76%     |
|         | PROS         | Yglésio   | 9 816   | 1,92%     |
|         | PSOL         | Franklin  | 3 502   | 0,68%     |
|         | PSTU         | Hertz     | 2 173   | 0,42%     |
| Totais  | Totais       | Totais    | 512 030 |           |
| Fonte:  |              |           |         |           |

| Partido | Partido      | Candidato | Votos   | Votos (%) |
| ------- | ------------ | --------- | ------- | --------- |
|         | PODE         | Braide    | 270 557 | 55,53%    |
|         | Republicanos | Duarte    | 216 665 | 44,47%    |
| Totais  | Totais       | Totais    | 487 222 |           |
| Fonte:  |              |           |         |           |

### Vereadores eleitos
O município de São Luís teve mais de 900 candidatos aptos a concorrer a 31 cadeiras de vereador na Câmara Municipal. Com a reforma política ocorrida em 2017, esta foi a primeira eleição em que não houve coligações proporcionais, ou seja, os candidatos representaram unicamente suas siglas e elas elegeram suas bancadas individualmente.
| Candidato(a) | Candidato(a)    | Partido      | Votos | Cidade de origem | Unidade federativa |
| ------------ | --------------- | ------------ | ----- | ---------------- | ------------------ |
|              | Osmar Filho     | PDT          | 7.447 | São Luís         | Maranhão           |
|              | Marquinhos      | DEM          | 7.346 | Cururupu         | Maranhão           |
|              | Raimundo Penha  | PDT          | 6.999 | Matinha          | Maranhão           |
|              | Rosana da Saúde | Republicanos | 6.984 | Lambari          | Minas Gerais       |
|              | Nato Júnior     | PDT          | 6.665 | São Luís         | Maranhão           |
|              | Paulo Victor    | PCdoB        | 6.035 | São Luís         | Maranhão           |
|              | Astro de Ogum   | PCdoB        | 6.016 | São Luís         | Maranhão           |
|              | Beto Castro     | Avante       | 5.885 | São Luís         | Maranhão           |
|              | Edson Gaguinho  | DEM          | 5.690 | São Luís         | Maranhão           |
|              | Fátima Araújo   | PCdoB        | 5.446 | Lago da Pedra    | Maranhão           |
|              | Concita Pinto   | PCdoB        | 5.319 | São Luís         | Maranhão           |
|              | Chico Carvalho  | PSL          | 5.221 | São Luís         | Maranhão           |
|              | Octávio Soeiro  | PODE         | 5.199 | São Luís         | Maranhão           |
|              | Thyago Freitas  | DC           | 5.082 | São Luís         | Maranhão           |
|              | Aldir Júnior    | PL           | 4.855 | Parambu          | Ceará              |
|              | Umbelino Júnior | PRTB         | 4.755 | São Luís         | Maranhão           |
|              | Marcial Lima    | PODE         | 4.548 | Grajaú           | Maranhão           |
|              | Antonio Garcez  | PTC          | 4.143 | São Luís         | Maranhão           |
|              | Domingos Paz    | PODE         | 3.930 | Pindaré-Mirim    | Maranhão           |
|              | Andrey Monteiro | Republicanos | 3.906 | São Luís         | Maranhão           |
|              | Dr. Gutemberg   | PSC          | 3.480 | Coroatá          | Maranhão           |
|              | Chaguinhas      | PODE         | 3.450 | Presidente Dutra | Maranhão           |
|              | Ribeiro Neto    | PMN          | 3.310 | São Luís         | Maranhão           |
|              | Silvana Noely   | PTB          | 2.913 | São Luís         | Maranhão           |
|              | Daniel Oliveira | PL           | 2.890 | São Luís         | Maranhão           |
|              | Álvaro Pires    | PMN          | 2.827 | São Luís         | Maranhão           |
|              | Marcos Castro   | PMN          | 2.607 | São Luís         | Maranhão           |
|              | Karla Sarney    | PSD          | 2.594 | São Luís         | Maranhão           |
|              | Batista Matos   | Patriota     | 2.506 | São Luís         | Maranhão           |
|              | Coletivo Nós    | PT           | 2.110 | São Luís         | Maranhão           |
|              | Marlon Botão    | PSB          | 2.013 | São Luís         | Maranhão           |

#### Resultados por partido
| Nº                     | Partido                                               | Votos populares | Votos populares | Vagas   | ±       |
| Nº                     | Partido                                               | Votos           | %               | Vagas   | ±       |
| ---------------------- | ----------------------------------------------------- | --------------- | --------------- | ------- | ------- |
| 19                     | Podemos (PODE)                                        | 52.617          | 10,13%          | 4       | 1       |
| 65                     | Partido Comunista do Brasil (PCdoB)                   | 47.636          | 9,17%           | 4       | 1       |
| 12                     | Partido Democrático Trabalhista (PDT)                 | 42.665          | 8,22%           | 3       | 2       |
| 33                     | Partido da Mobilização Nacional (PMN)                 | 35.767          | 6,89%           | 3       | 3       |
| 25                     | Democratas (DEM)                                      | 32.486          | 6,26%           | 2       | 3       |
| 22                     | Partido Liberal (PL)                                  | 32.105          | 6,18%           | 2       | 1       |
| 10                     | Republicanos                                          | 23.566          | 4,54%           | 2       | 1       |
| 17                     | Partido Social Liberal (PSL)                          | 19.905          | 3,83%           | 1       | 1       |
| 70                     | Avante                                                | 18.890          | 3,64%           | 1       | Estável |
| 51                     | Patriota                                              | 18.769          | 3,61%           | 1       | 1       |
| 14                     | Partido Trabalhista Brasileiro (PTB)                  | 18.203          | 3,51%           | 1       | Estável |
| 27                     | Democracia Cristã (DC)                                | 16.929          | 3,26%           | 1       | 1       |
| 20                     | Partido Social Cristão (PSC)                          | 16.729          | 3,22%           | 1       | 1       |
| 40                     | Partido Socialista Brasileiro (PSB)                   | 16.382          | 3,16%           | 1       | 1       |
| 13                     | Partido dos Trabalhadores (PT)                        | 13.963          | 2,69%           | 1       | Estável |
| 28                     | Partido Renovador Trabalhista Brasileiro (PRTB)       | 13.385          | 2,58%           | 1       | Estável |
| 36                     | Partido Trabalhista Cristão (PTC)                     | 11.951          | 2,30%           | 1       | Estável |
| 55                     | Partido Social Democrático (PSD)                      | 11.719          | 2,26%           | 1       | Estável |
| 43                     | Partido Verde (PV)                                    | 11.062          | 2,13%           | 0       | —       |
| 23                     | Cidadania                                             | 11.304          | 2,18%           | 0       | —       |
| 15                     | Movimento Democrático Brasileiro (MDB)                | 9.562           | 1,84%           | 0       | —       |
| 11                     | Progressistas (PP)                                    | 9.305           | 1,79%           | 0       | —       |
| 77                     | Solidariedade                                         | 9.301           | 1,79%           | 0       | 1       |
| 35                     | Partido da Mulher Brasileira (PMB)                    | 6.503           | 1,25%           | 0       | 1       |
| 18                     | Rede Sustentabilidade (REDE)                          | 5.417           | 1,04%           | 0       | —       |
| 45                     | Partido da Social Democracia Brasileira (PSDB)        | 4.555           | 0,88%           | 0       | —       |
| 30                     | Partido Novo (NOVO)                                   | 4.004           | 0,77%           | 0       | —       |
| 50                     | Partido Socialismo e Liberdade (PSOL)                 | 2.502           | 0,48%           | 0       | —       |
| 16                     | Partido Socialista dos Trabalhadores Unificado (PSTU) | 1.478           | 0,28%           | 0       | —       |
| 90                     | Partido Republicano da Ordem Social (PROS)            | 550             | 0,11%           | 0       | —       |
| Total de votos válidos | Total de votos válidos                                | 519.210         | 93,81%          | 31      | 31      |
| → Votos em branco      | → Votos em branco                                     | 18.776          | 3,39%           | 31      | 31      |
| → Votos nulos          | → Votos nulos                                         | 15.513          | 2,80%           | 31      | 31      |
| Total de votos         | Total de votos                                        | 553.499         | 79,08%          | 31      | 31      |
| Abstenções             | Abstenções                                            | 146.455         | 20,92%          | 31      | 31      |
| Eleitorado apto        | Eleitorado apto                                       | 699.954         | 699.954         | 699.954 | 699.954 |
| Fonte:                 |                                                       |                 |                 |         |         |